# (14381) 1990 CE
(14381) 1990 CE là một tiểu hành tinh vành đai chính. Nó được phát hiện bởi Atsushi Sugie ở Dynic Astronomical Observatory Nhật Bản, ngày 1 tháng 2 năm 1990.